# چوی سول گیو
چوی سول گیو (کره‌ای: 최솔규؛ زادهٔ ۵ اوت ۱۹۹۵) بدمینتون‌باز اهل کره جنوبی است.